# 新納中三
新納 中三（にいろ ちゅうぞう/なかぞう）は、江戸時代末期（幕末）の武士。薩摩藩家老。通称の刑部でも知られる。字は久脩。諱が中三。維新後、七等判事、奄美大島島司。薩摩藩英国留学生を引率した使節団の団長を務めた。

## 略歴
天保3年（1832年）、鹿児島の西千石で薩摩藩家老・新納久仰の子として誕生。母は新納久敬の娘。新納氏は島津氏の庶流であり、薩摩藩内にあって一所持（いっしょもち）と呼ばれる家格の譜代重臣で家禄850石の家柄であった。家祖である戦国時代の武将・新納忠元からは13代目となる。
島津斉彬・茂久の2代に仕え、始め軍役方総頭取として兵制改革を行い、西洋式軍制を採用。文久2年（1862年）には軍役奉行となる。翌年7月に起きた薩英戦争で兵制改革の実績を発揮し、賞賛された。慶応元年（1865年）には藩大目付に昇進。薩摩藩が派遣した薩摩藩遣英使節団の団長として五代友厚や松木弘安（寺島宗則）などと共にイギリスに渡航。変名を石垣鋭之助と称した。その後、五代、寺島、堀孝之（通訳）とともにヨーロッパ各地を歴訪し、新納は視察の傍ら紡績機械等の買い付けなども行った。訪問先はフランス、プロイセン、オランダ、ベルギーである。 
近年、鹿児島県歴史資料センター黎明館所蔵資料の中から、イギリスで製作された軍艦図面が発見され、関係する古文書の解読の結果、新納はスコットランドのグラスゴーを訪問し、当時最新鋭の軍艦の購入交渉に当たっていたことが判明した。
ロンドンにおいてベルギー貴族（フランス国籍）のモンブラン伯爵から貿易商社設立の話を持ちかけられ、ブリュッセルにおいて薩摩藩とモンブランの商社設立契約を結んだ。また、来る1867年のパリ万国博覧会参加を協議して翌、慶応2年（1866年）に帰国した。
帰国した年、勝手方家老に昇進して開成所を所管。また同年、子・竹之助をフランスへ留学させている。藩政においては、先述のパリ万博準備等外交事務を担当した。戊辰戦争時には京都にあり、明治維新後の新藩政において再び大目付となって藩政改革に尽力した。
明治4年（1871年）の廃藩置県で薩摩藩消滅後に退職するが、明治9年（1876年）に七等判事として新政府に出仕。その後また一時期退職したが、明治18年（1885年）奄美大島島司となり、特産品である黒糖の流通改革に従事。負債に苦しむ島民のために尽力したが、翌年に突然免官、位記返上を命じられる。これは黒糖流通を独占していた鹿児島県商人による画策といわれる。しかしその後も中三は島民から救世の恩人と敬慕された。
明治22年（1889年）12月10日、没。58歳。

## 銅像
昭和57年（1982年）、鹿児島中央駅前東口広場に彫刻家の中村晋也が制作した薩摩藩英国留学生の像『若き薩摩の群像』の一人として銅像が建てられている。